# جين هي لي
جين هي لي (بالكورية: 이진희)‏ هي ممثلة كورية جنوبية. ولدت يوم 15 فبراير 1983 في سول في كوريا الجنوبية.

## روابط خارجية
- جين هي لي على موقع IMDb (الإنجليزية)